# Alexander Graf Lambsdorff

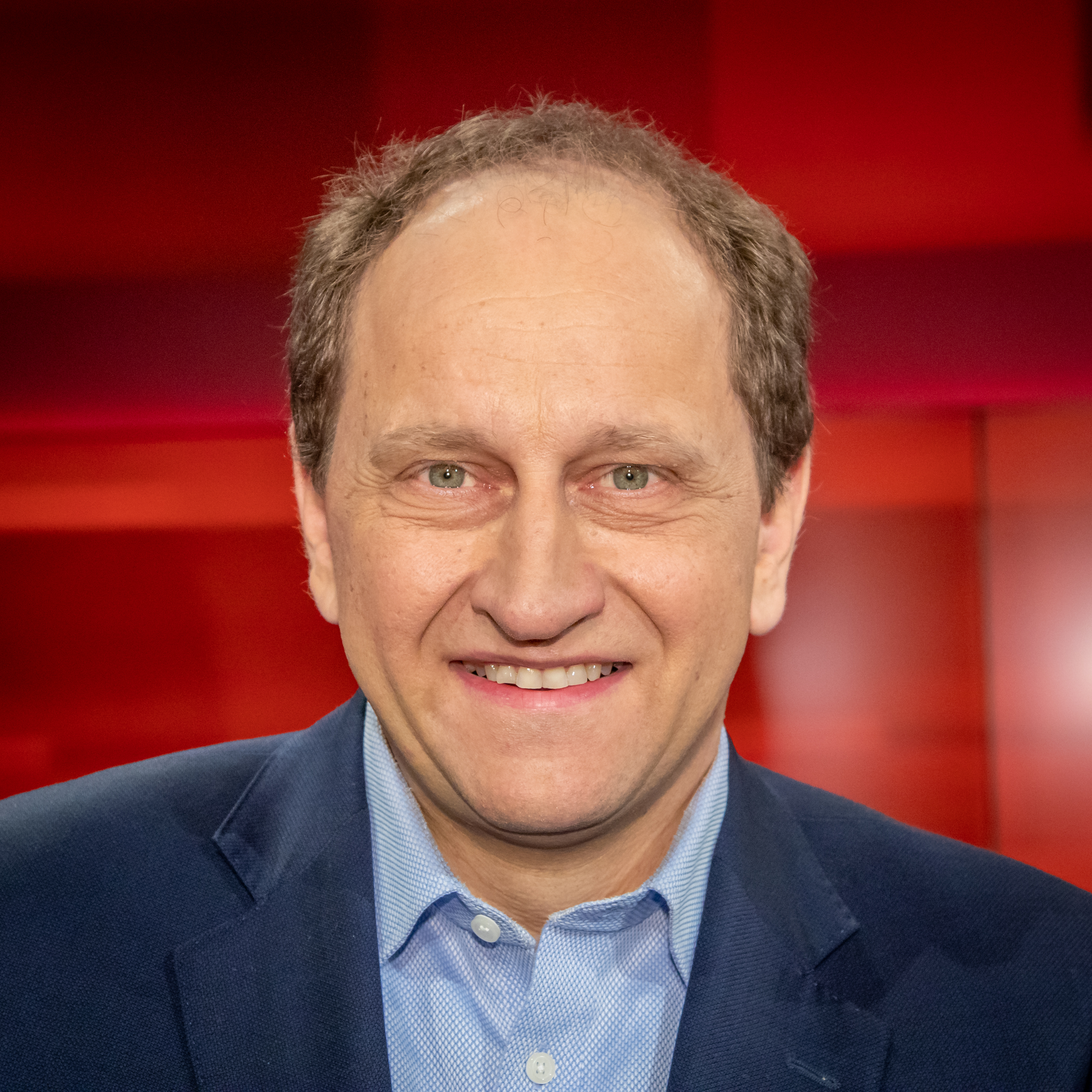
Alexander Graf Lambsdorff (2020)

Alexander Sebastian Léonce von der Wenge Graf Lambsdorff (* 5. November 1966 in Köln) ist ein deutscher Politiker (FDP) und Diplomat. Von 2004 bis 2017 war er Mitglied des Europäischen Parlaments und dort Vorsitzender der FDP-Gruppe. Er war Spitzenkandidat seiner Partei für die Europawahl 2014 und wurde danach Vizepräsident des Europäischen Parlaments. Von 2017 bis 2023 war er Mitglied des Deutschen Bundestages. Seit 2023 ist er deutscher Botschafter in Russland an der deutschen Botschaft Moskau.

## Leben
Lambsdorff entstammt dem deutsch-baltischen Uradelsgeschlecht Lambsdorff. Er ist der Sohn des ehemaligen Botschafters Hagen Graf Lambsdorff sowie ein Neffe des früheren Bundesministers Otto Graf Lambsdorff. Er hat zwei erwachsene Kinder und lebt in Moskau.

### Studium und berufliche Laufbahn
Seine Schulzeit verbrachte Lambsdorff in Hamburg, Brüssel und Bonn und machte sein Abitur 1985 am Aloisiuskolleg in Bad Godesberg. Von 1985 bis 1987 absolvierte er bei den Panzeraufklärern eine Ausbildung zum Reserveoffizier. Im Jahr 1987 trat er in die FDP ein, in der er dem Kreisverband Bonn angehört.
Nach dem Grundstudium in Bonn in den Fächern Geschichte, Politik und öffentliches Recht führte er sein Studium 1991 an der Georgetown University in Washington, D.C. als Fulbright-Stipendiat fort. Dort erwarb er 1993 mit einer Arbeit zur Kooperation faschistischer Gruppen im Europa der 1920er Jahre seinen Master in Neuerer Europäischer Geschichte. Den Master der School of Foreign Service der Georgetown University erwarb er im selben Jahr mit einem Schwerpunkt in Handels- und Finanzfragen.
Nach dem Studium absolvierte er Praktika bei der Unternehmensberatung McKinsey und in der Europäischen Kommission. Für die Friedrich-Naumann-Stiftung arbeitete er 1994/1995 an einem Projekt zur kommunalen Selbstverwaltung in Tallinn, Estland. Ab 1995 absolvierte er eine Attachéausbildung im Auswärtigen Amt und war ab 1997 im Planungsstab des Auswärtigen Amts tätig. 1998/1999 war er Büroleiter bei Klaus Kinkel im Deutschen Bundestag. Von 2000 bis 2003 arbeitete Lambsdorff im Pressereferat in der Deutschen Botschaft Washington, D.C. Ab Sommer 2003 war er in der politischen Abteilung des Auswärtigen Amtes tätig und Länderreferent für Russland.

### Politik
Neben seiner beruflichen Tätigkeit bekleidete Lambsdorff verschiedene Parteiämter der FDP auf Orts-, Kreis- und Bezirksebene. Im Mai 2000 kandidierte er erfolglos für die Bonner FDP für den Landtag Nordrhein-Westfalen. Im selben Jahr gründete er gemeinsam mit Guido Westerwelle den Internet-Landesverband der FDP (fdp-lv-net), dessen Vorsitzender er bis 2005 war. Zudem wurde er stellvertretender Vorsitzender des Bundesfachausschusses Internationale Politik und als Leiter des Europaausschusses im BFA für die europapolitische Programmatik der FDP verantwortlich. 2002 und 2003 war er ständiger Gast im FDP-Bundesvorstand. 2006 war er Initiator und Gründungsmitglied der German European Security Association.

#### Europäisches Parlament

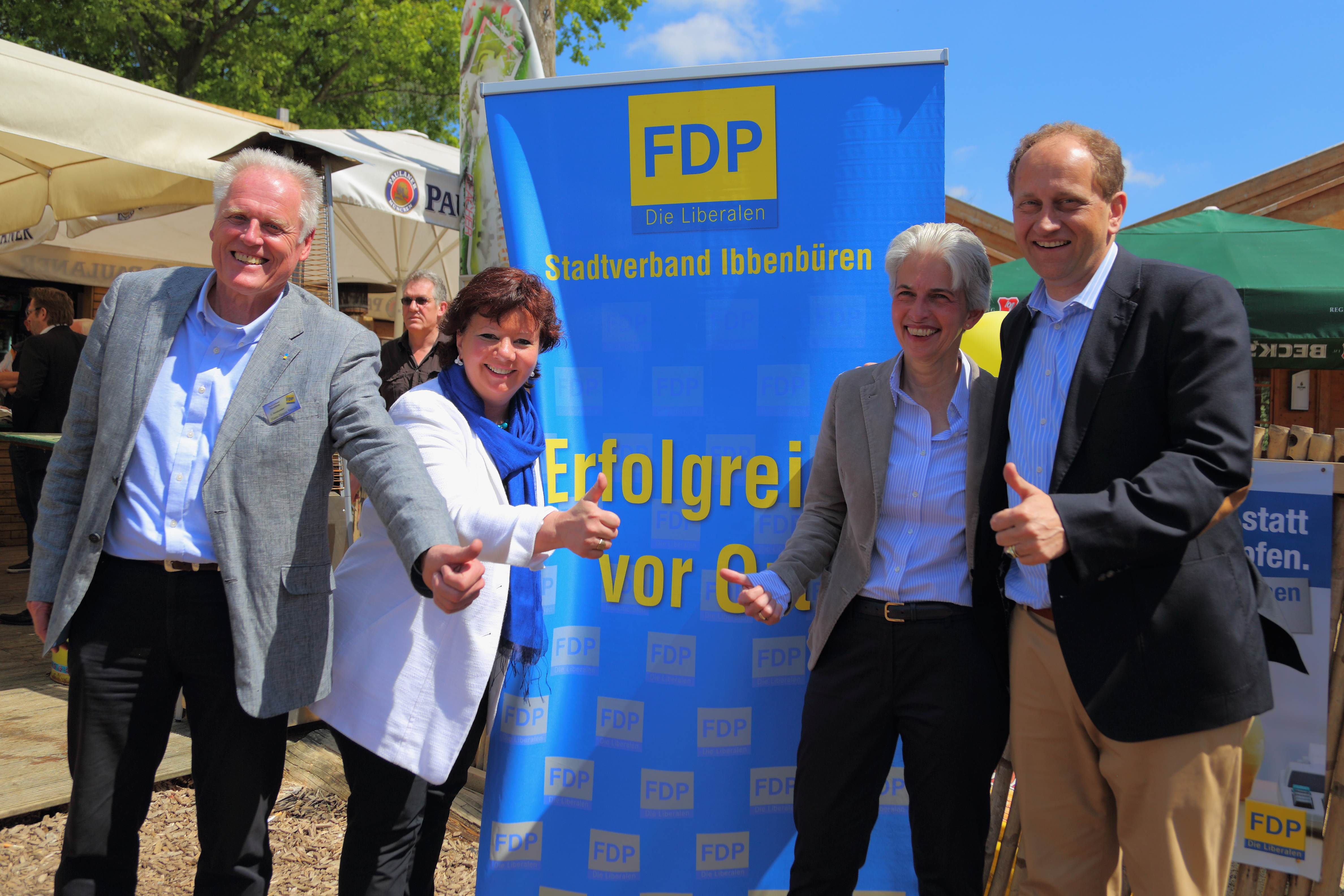
Alexander Graf Lambsdorff als FDP-Spitzenkandidat im Europawahlkampf 2014 zusammen mit (von links) Hans-Jürgen Streich, Claudia Bögel-Hoyer und Marie-Agnes Strack-Zimmermann bei einem Wahlkampfauftritt in Ibbenbüren

Bei der Europawahl 2004 wurde Lambsdorff in das Europäische Parlament gewählt und gab daraufhin seine Stelle im Auswärtigen Amt auf. Im Parlament schloss er sich wie alle FDP-Mitglieder der neu gegründeten Fraktion der Allianz der Liberalen und Demokraten für Europa (ALDE) an. Zudem wurde er Stellvertretender Vorsitzender im Ausschuss für Binnenmarkt und Verbraucherschutz und stellvertretendes Mitglied im Ausschuss für auswärtige Angelegenheiten sowie in dessen Unterausschuss für Sicherheit und Verteidigung. Außerdem war er Mitglied der Delegation des Europäischen Parlaments für die Beziehungen zu den Vereinigten Staaten und stellvertretendes Mitglied in der Delegation für die Beziehungen zu Japan sowie stellvertretender Vorsitzender der FDP-Delegation im Europäischen Parlament. Lambsdorff leitete die EU-Wahlbeobachtungsmissionen 2007 in Kenia, 2008 in Bangladesch und 2010 in Guinea.
Bei der Europawahl in Deutschland 2009 wurde er auf Platz 2 der FDP-Liste hinter Silvana Koch-Mehrin wiedergewählt. Er wurde daraufhin erster Stellvertretender Vorsitzender der ALDE-Fraktion sowie Mitglied im Ausschuss für auswärtige Angelegenheiten und stellvertretendes Mitglied im Unterausschuss für Sicherheit und Verteidigung. Außerdem gehört er der Delegation für die Beziehungen zur Volksrepublik China an und ist Stellvertreter in den Delegationen im Gemischten Parlamentarischen Ausschuss (GPA) EU-Türkei und in der Paritätischen Parlamentarischen Versammlung AKP-EU.
Nach dem Rücktritt von Silvana Koch-Mehrin von ihren Ämtern als FDP-Delegationsleiterin und als Vizepräsidentin des Europäischen Parlaments kündigte Lambsdorff an, als ihr Nachfolger in diesen Ämtern zu kandidieren. Tatsächlich wurde er zum neuen Delegationsleiter gewählt, allerdings im Rahmen einer Vereinbarung, dieses Amt 2012 an Alexander Alvaro weiterzugeben. Im Rahmen der Kritik am Verhalten von Außenminister Westerwelle im Libyen-Konflikt wurde Lambsdorff als dessen Nachfolger gehandelt.
Alexander Graf Lambsdorff ist Mitglied der Europa-Union Parlamentariergruppe Europäisches Parlament.
Im Januar 2014 wurde er auf dem Europaparteitag zum Spitzenkandidaten der FDP für die Europawahl in Deutschland 2014 gewählt. Im Dezember 2014 forderte Lambsdorff, neben Deutsch die englische Sprache als Verwaltungs- und später als Amtssprache in Deutschland zuzulassen, um die Bedingungen für qualifizierte Einwanderer zu verbessern, den Fachkräftemangel abzuwenden und Investitionen zu erleichtern.
Im November 2015 forderte Lambsdorff, die Beitrittsverhandlungen zwischen der Türkei mit der Europäischen Union zu beenden. „Wir sollten uns ehrlich machen und den Beitrittsprozess beenden“, äußerte er in einem Interview mit der Wochenzeitung Die Zeit.

#### Bundestag
Für die Bundestagswahl 2017 kandidierte Lambsdorff auf Platz 3 der Landesliste der FDP für Nordrhein-Westfalen und im Bundestagswahlkreis Bonn. Durch den Wiedereinzug der Partei in das deutsche Parlament wurde Lambsdorff Mitglied im 19. Deutschen Bundestag. Damit verlor er gleichzeitig sein Mandat im Europaparlament. Von der FDP-Fraktion wurde er im Bundestag zum stellvertretenden Fraktionsvorsitzenden mit der Zuständigkeit Außenpolitik gewählt. Im 19. Deutschen Bundestag war Lambsdorff stellvertretendes Mitglied im Gemeinsamen Ausschuss, im Verteidigungsausschuss, im Auswärtigen Ausschuss, im Ausschuss für Menschenrechte und humanitäre Hilfe sowie im Ausschuss für wirtschaftliche Zusammenarbeit und Entwicklung.
Bei der Bundestagswahl 2021 konnte Lambsdorff sein Mandat über die Landesliste verteidigen.
Am 7. Dezember 2021 wurde er erneut zum stellvertretenden Vorsitzenden seiner Fraktion und am 24. März 2022 zum Mitglied des Parlamentarischen Kontrollgremiums zur Kontrolle der Nachrichtendienste des Bundes gewählt.
Lambsdorff forderte eine stärkere militärische Unterstützung für die Ukraine nach der Eskalation des russischen Angriffs auf das Land im Februar 2022. Er kritisierte Ostermarschierer, die forderten, die Ukraine lediglich „gewaltfrei zu unterstützen“. Nach seinen Worten „spucken sie den Verteidigern Kiews und Charkiws ins Gesicht“.

### Botschafter
Am 7. August 2023 legte Lambsdorff sein Bundestagsmandat nieder, um sein Amt als deutscher Botschafter in Moskau anzutreten. Für ihn rückte Katharina Willkomm in den Bundestag nach. Er übergab am 4. Dezember 2023 Präsident Wladimir Putin sein Beglaubigungsschreiben.

## Mitgliedschaften
Alexander Graf Lambsdorff ist Gründungsmitglied der Deutsch-Türkischen Stiftung (DTS) in Hamburg und der Atlantischen Initiative, eines Mitgliedsvereins des Verbands der Deutsch-Amerikanischen Clubs (VDAC). Außerdem ist er Vorsitzender des Exekutivkomitees des Europäischen Demokratiefonds (EED), Mitglied der Atlantik-Brücke, Mitglied der Europa-Union Deutschland und des Transatlantic Policy Network. Er gehört seit 2009 dem Kuratorium der Friedrich-Naumann-Stiftung für die Freiheit an und seit 2022 dem Kuratorium der Stiftung Haus der Geschichte der Bundesrepublik Deutschland.
Während seines Studiums renoncierte er beim Corps Palatia Bonn. Er ist als Alter Herr Mitglied dieser Studentenverbindung.

## Schriften
- Transatlantic Relations after EMU: The Maastricht Debate, 1992/3.
- Barriers to Trade and Investment in the US, 1994.
- The Future of Transatlantic Relations. 1999.
- Eine Verfassung für Europa. 2003. (PDF-Datei; 1,6 MB) (Memento vom 3. Januar 2013 im Internet Archive)
- Europa und Amerika in der Ehekrise. 2004. (PDF-Datei; 79 kB) (Memento vom 3. Januar 2013 im Internet Archive)
- Europas Gedächtnis. 2004. (PDF-Datei; 8 kB) (Memento vom 3. Januar 2013 im Internet Archive)
- Wenn Elefanten kämpfen. Deutschlands Rolle in den kalten Kriegen des 21. Jahrhunderts. Propyläen, Berlin 2021, ISBN 978-3-549-10032-5 (mit Anmerkungen und Quellen).